# Lorditomaeus tenuis
Lorditomaeus tenuis är en skalbaggsart som beskrevs av Schmidt 1908. Lorditomaeus tenuis ingår i släktet Lorditomaeus och familjen Aphodiidae. Inga underarter finns listade i Catalogue of Life.